# Pokrovska (métro de Dnipro)
Pokrovska – ou Покровська en ukrainien – est une station de métro à Dnipro, en Ukraine. Terminus occidental de la seule ligne du métro de Dnipro, elle est ouverte depuis le 29 décembre 1995.